# Renault 15 et 17
Pour les articles homonymes, voir R15 et R17.
Les Renault 15 et 17 sont deux modèles d'automobiles Renault dérivées de la berline Renault 12 produits à partir de juillet 1971 jusqu'en 1979. Les Renault 15 et 17 furent à leurs débuts assemblées à Sandouville (Seine-Maritime) aux côtés des R16, puis, à l'hiver 1973, elles furent transférées à l'usine Chausson (devenue MCA) de Maubeuge (Nord) car Sandouville avait donné la priorité aux Renault 20 et Renault 30 afin de préparer la succession de la R16. En Italie, où le nombre 17 a la réputation de porter malheur (comme le 13 en France), elle fut rebaptisée 177. En effet, en chiffres romains, 17 s'écrit XVII, ce qui est l'anagrame de VIXI qui signifie "J'ai vécu" et qui a donc un rapport avec la mort.

## Historique
Ces automobiles sont des tractions dotées d'un essieu arrière rigide, avec un moteur en porte-à-faux avant. Le double circuit de freinage est novateur.
Les 15 et 17 sont des voitures jumelles. Leur design, dû au styliste Gaston Juchet, est original. La calandre se caractérise par le pare-chocs qui entoure sa partie inférieure.
La 17 se distingue extérieurement de la 15 par ses quatre projecteurs ronds au lieu des deux optiques simples et par ses grilles de custode qui engendrent des vitres latérales arrière descendantes plus petites que sur la 15 où elles s'entrebâillent.
Quatre versions sont proposées : 15 TL, 15 TS, 17 TL et 17 TS. La 15 TL est la plus vendue.
Le moteur de la 15 TL est dérivé de celui de la 12 ; celui des 15 TS et 17 TL, de la 16 TS ; et celui de la 17 TS, de la 12 Gordini avec cependant une injection électronique sur la R17. Sur les 15 TL, TS et 17 TL, la puissance est légèrement augmentée par rapport à la 12, elle est néanmoins abaissée de 125 ch à 108 ch sur la 17 TS (R1313/R1323).
La R17TS "injection" (108 ch) reçoit, pour la première fois chez Renault, un moteur à injection électronique Bosch D Jetronic qui lui permet d'atteindre 185 km/h ; ce moteur sera également utilisé sur Alpine A310 1600, mais avec une puissance portée à 128 ch. Pour les modèles 1974, la 17 TS (R1317/R1327) reçoit un « moteur Cléon-Alu » de 1 605 cm3 sans changement de puissance, et pour 1975, la 17 TS injection sera rebaptisée 17 Gordini sans modification mécanique.
La 17 en version découvrable est livrée avec un toit ouvrant en toile à commande électrique et hardtop.
En février 1976, les 15 et 17 sont modifiées : la planche de bord, la calandre, les boucliers, les feux arrière élargis (avec feu de brouillard) reliés par un bandeau rouge, le becquet arrière (sauf 15 TL) et les roues sans enjoliveur chromé sont nouveaux. Les sièges sont de type « pétale » (sauf 15 TL). La 15 TS est remplacée par la 15 GTL à moteur 1 289 cm3. La 17 TS (R1318/R1328) réapparaît avec le moteur de 1 647 cm3 développant 98 ch DIN (170 km/h) issu de la 16 TX. Pour 1978, la 17 Gordini est supprimée et la 17 TS continue uniquement en version découvrable.
Les 15 et 17 furent produites jusqu'en 1979 puis remplacées par la Fuego.

## Versions en 1971
- Coach 15 TL (plus de 150 km/h, pas de bossage de capot) : « Moteur Cléon-Fonte » 1 289 cm3, 7 CV fiscaux, 60 ch DIN, boîte de vitesses automatique en option pour 1974.
- Coach 15 TS (170 km/h, compte-tours, lève-vitres électriques, enjoliveurs de roue de style) : « Moteur Cléon-Alu » 1 565 cm3, 9 CV, 90 ch DIN, boîte de vitesses automatique en option depuis mars 1972.
- Coupé ou découvrable 17 TL (170 km/h, compte-tours, lève-vitres électriques, console centrale avec montre, enjoliveurs de roue de style) : 1 565 cm3, 9 CV, 90 ch DIN, boîte de vitesses automatique en option depuis mars 1972.
- Coupé ou découvrable 17 TS (plus de 180 km/h, compte-tours, lève-vitres électriques, console centrale avec montre, vitres teintées avec pare-brise feuilleté, jantes larges de style Gordini) : 1 565 cm3, 9 CV, 108 ch DIN, boîte de vitesses à cinq rapports, quatre freins à disques.

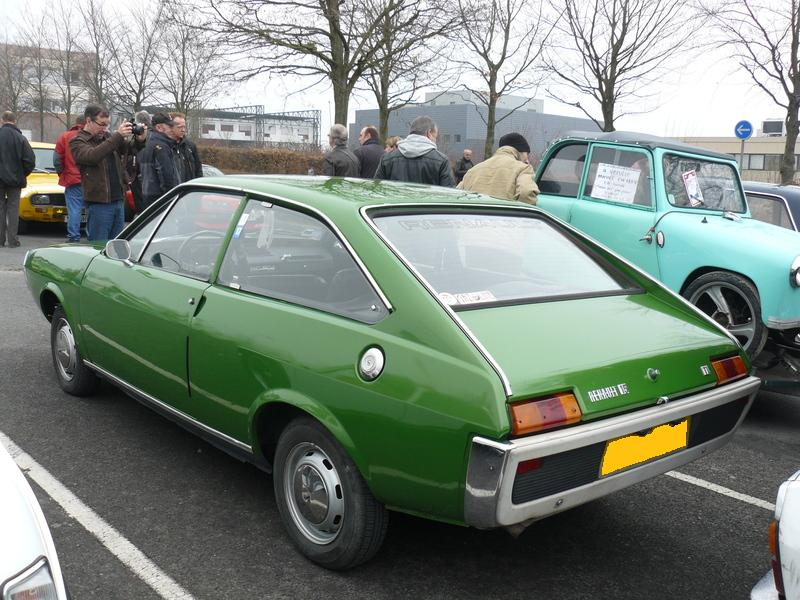
Renault 15 TL de 1972.
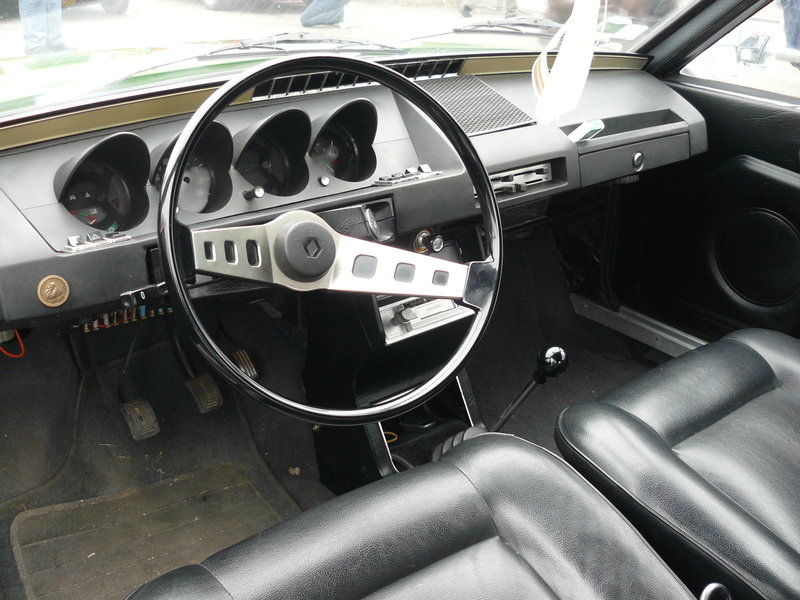
Planche de bord de Renault 15
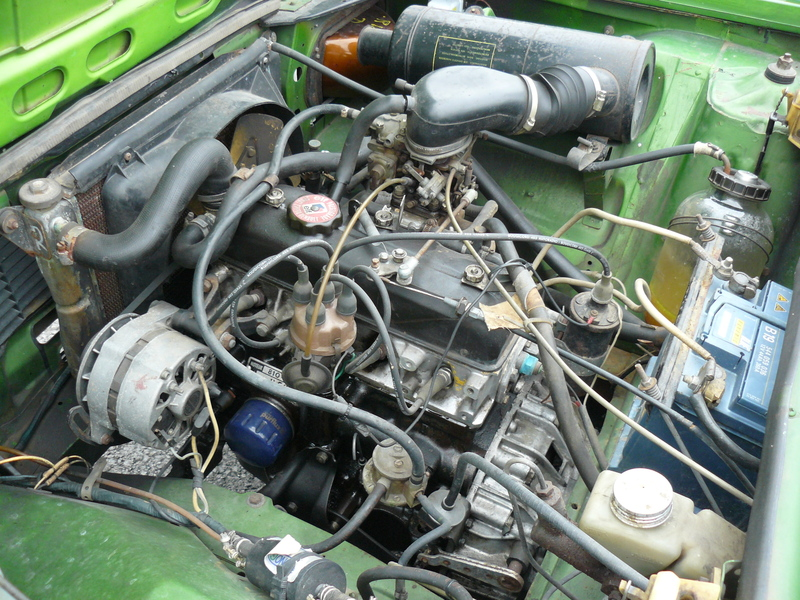
Le moteur de la Renault 15 TL
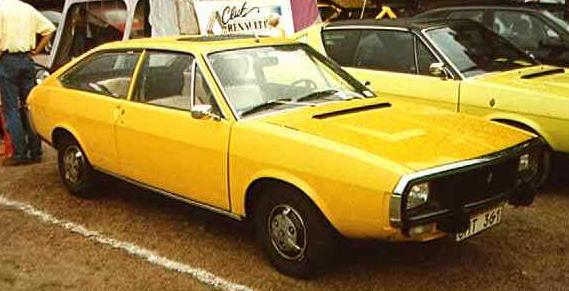
Renault 15 TS
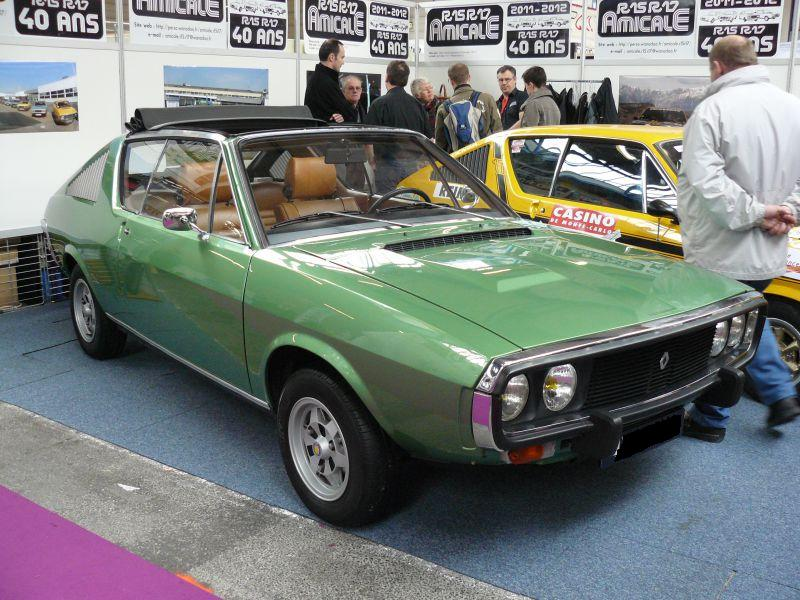
Renault 17 découvrable
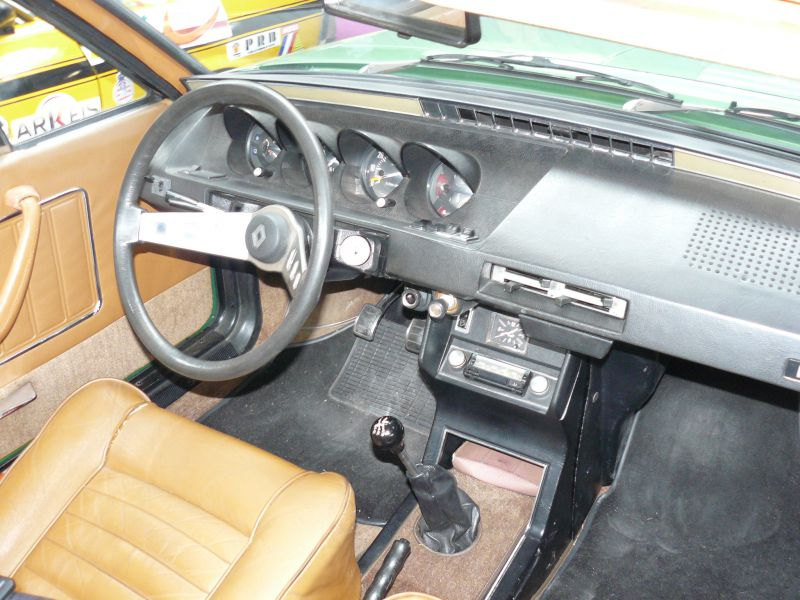
Planche de bord de Renault 17
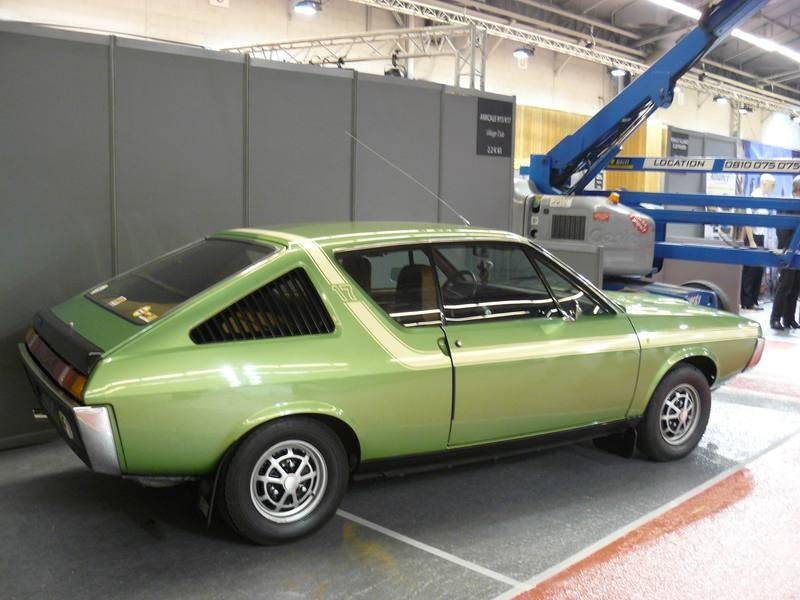
La Renault 17 TS à partir de 1976
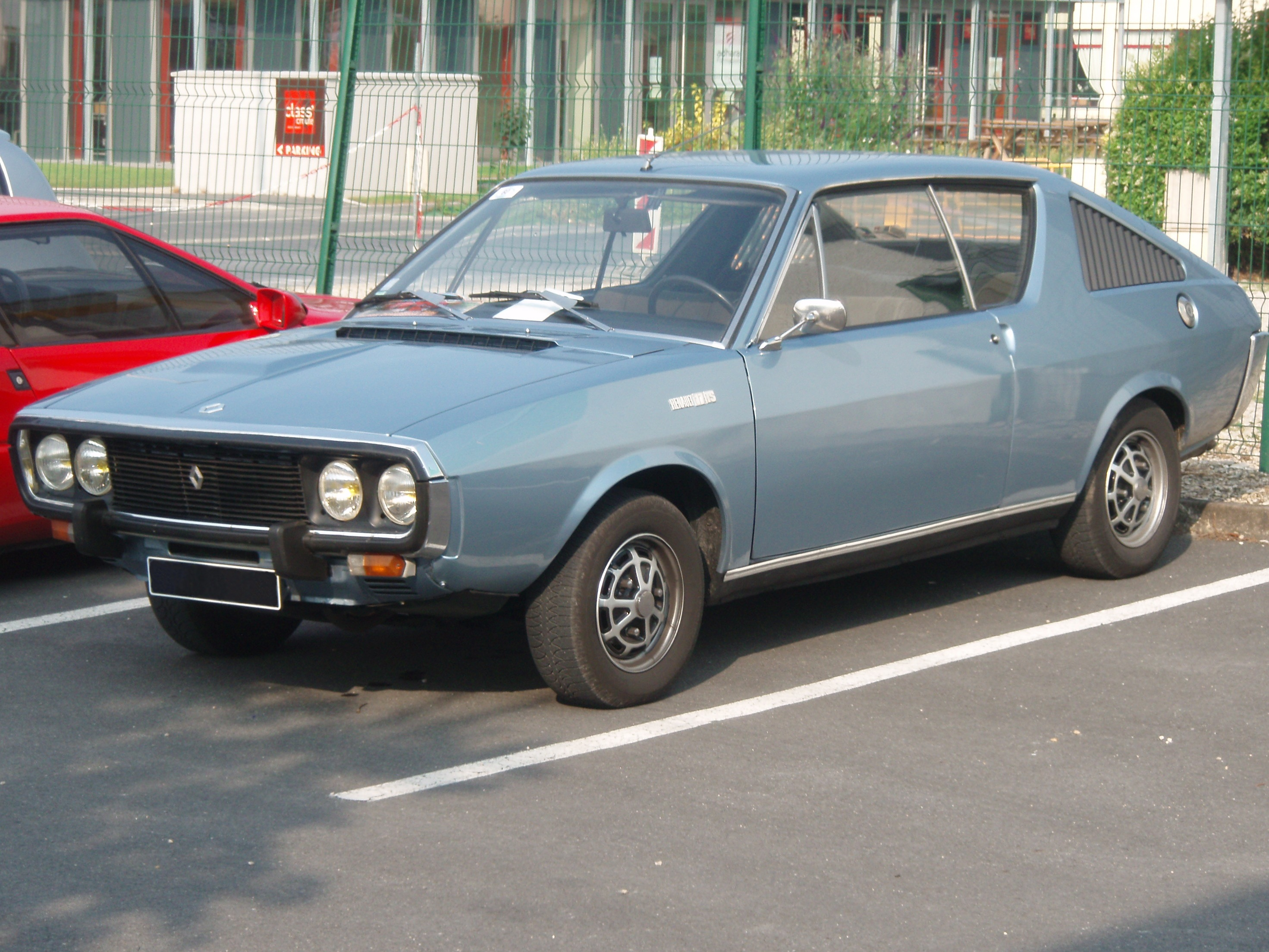
Autre Renault 17 TS

## Évolution de la gamme

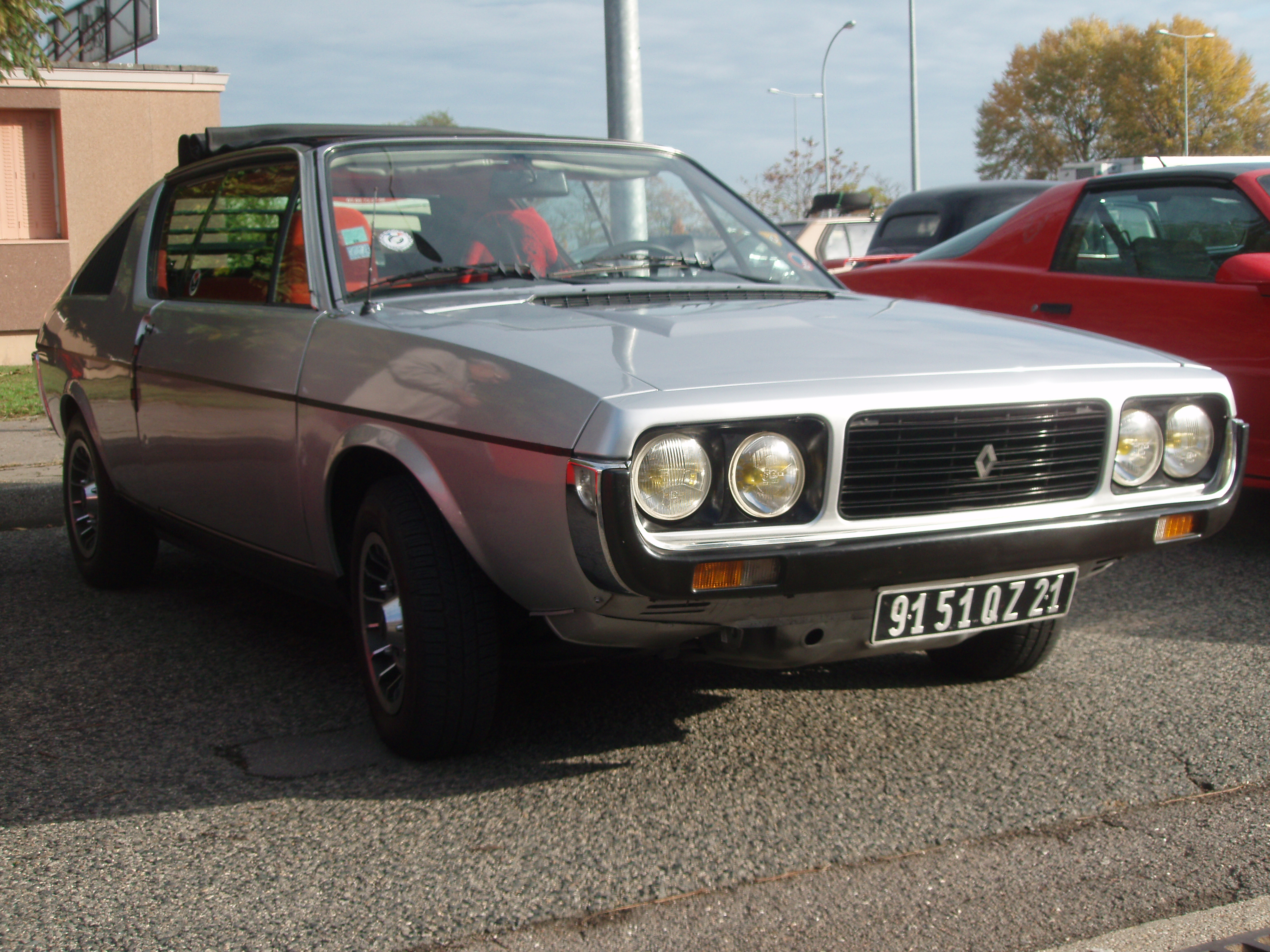
La face avant de la R17 après le restylage de 1976.

En 1975, la R15 TS Automatique est abandonnée et, en février 1976 le constructeur français présente sa gamme avec une face avant revue. Le capot moteur perd sa nervure centrale, ainsi que le large bandeau chromé avec son boudin caoutchouc au-dessus de la calandre. La partie arrière voit la lunette placée non plus dans les montants, mais sur le bord extérieur, ce qui permet d'obtenir un hayon plat, et un bandeau rouge relie les feux arrière. L'aménagement intérieur évolue également avec un tableau de bord emprunté à la R30, qui a perdu ses cadrans individuels avec visière anti-reflets. Un volant à quatre branches remplace l'ancien volant en tulipe, sauf sur la R17 Gordini qui est dotée d'un volant à deux branches ajourées de style plus sportif. La modification la plus remarquée concerne les sièges avant de type "Pétale" avec appuie-tête intégré. Seule la R15 TL conserve les anciens sièges.
La gamme R15 comprend toujours en base la 15 TL tandis que l'ancienne 15 TS est remplacée par la 15 GTL qui, coté mécanique, n'ayant pas reçu le vieux moteur 1,6 litre développant 90 ch, se contente du même moteur que la 15 TL.
La gamme R17 voit la suppression de la 17 TL, remplacée par la 17 TS équipée du moteur de la R16 TX de 1 647 cm3 alimenté par carburateur, développant 98 ch. La R17 conserve les deux types de carrosserie Coupé et Découvrable. La R17 Gordini reste au catalogue sans aucune modification mécanique.
Durant l'année 1976 et le premier trimestre 1977, aucun changement n'intervient. Le niveau des ventes connaît alors une légère reprise, mais reste sans comparaison avec les chiffres de 1973. Il s'est agi d'un enthousiasme passager lié à la nouveauté, mais les ventes s'écroulent à nouveau durant l'été 1977. Les faibles commandes concernent essentiellement la version R15, ce qui motive le maintien au catalogue de la seule version R17 Découvrable avec l'arrêt de la production et des ventes des versions R17 Coupé TS et Gordini sur le marché français, mais dont les stocks sont écoulés sur certains marchés étrangers.
Durant les dernières semaines de production, les ceintures de sécurité sont montées en série aux places arrière des derniers modèles. La fabrication est arrêtée définitivement en juin 1979. La gamme R15/17 est remplacée par la Fuego, présentée au Salon de l'automobile de Genève en mars 1980.

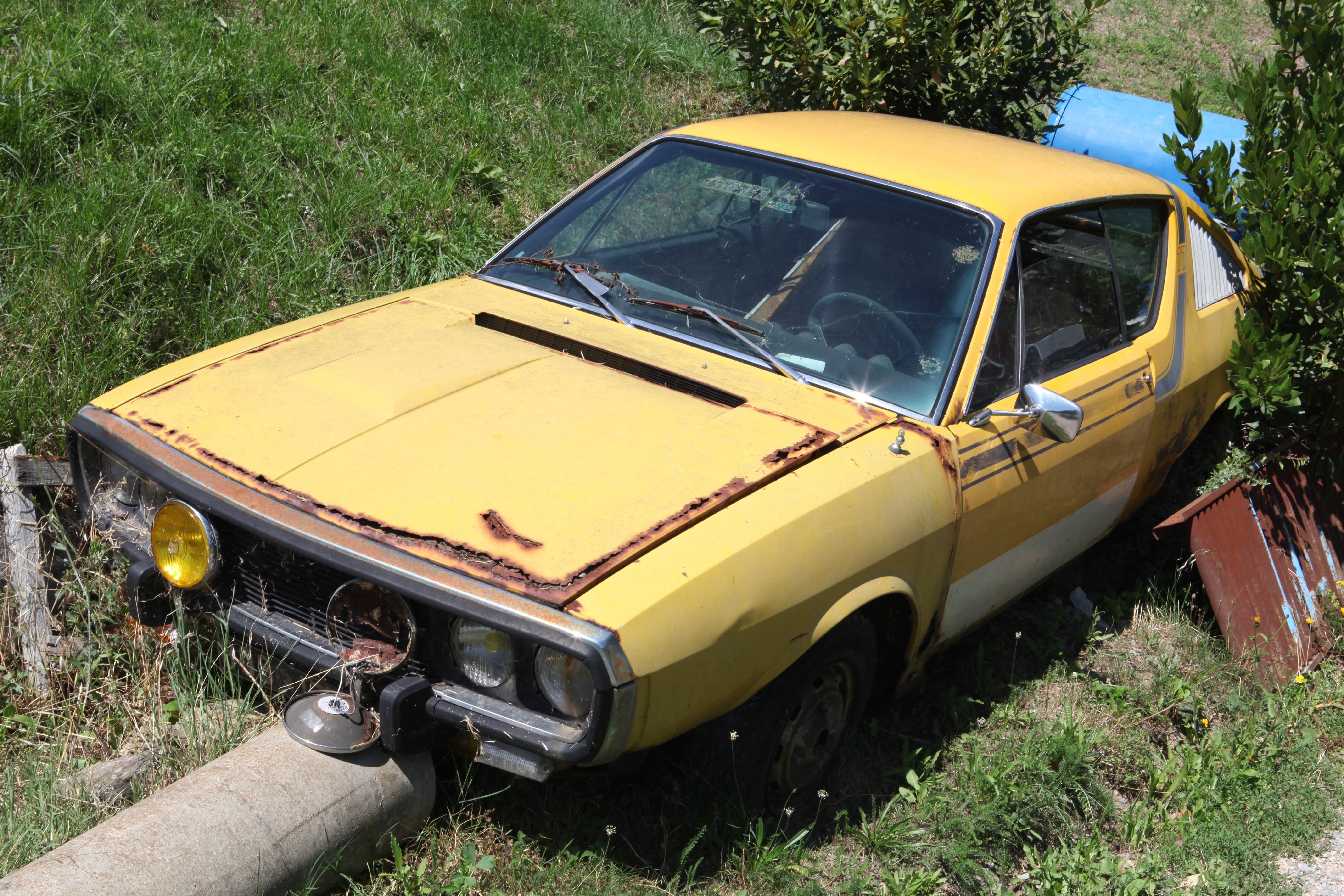
Une R17 à la carrosserie largement endommagée par la corrosion traversante

### Problèmes de carrosserie
Comme nombre d'autres modèles de la marque, et plus généralement de la production automobile des années 1970, le manque de résistance à la corrosion des carrosseries a été un grave problème de ces modèles.

## La R17 Gordini

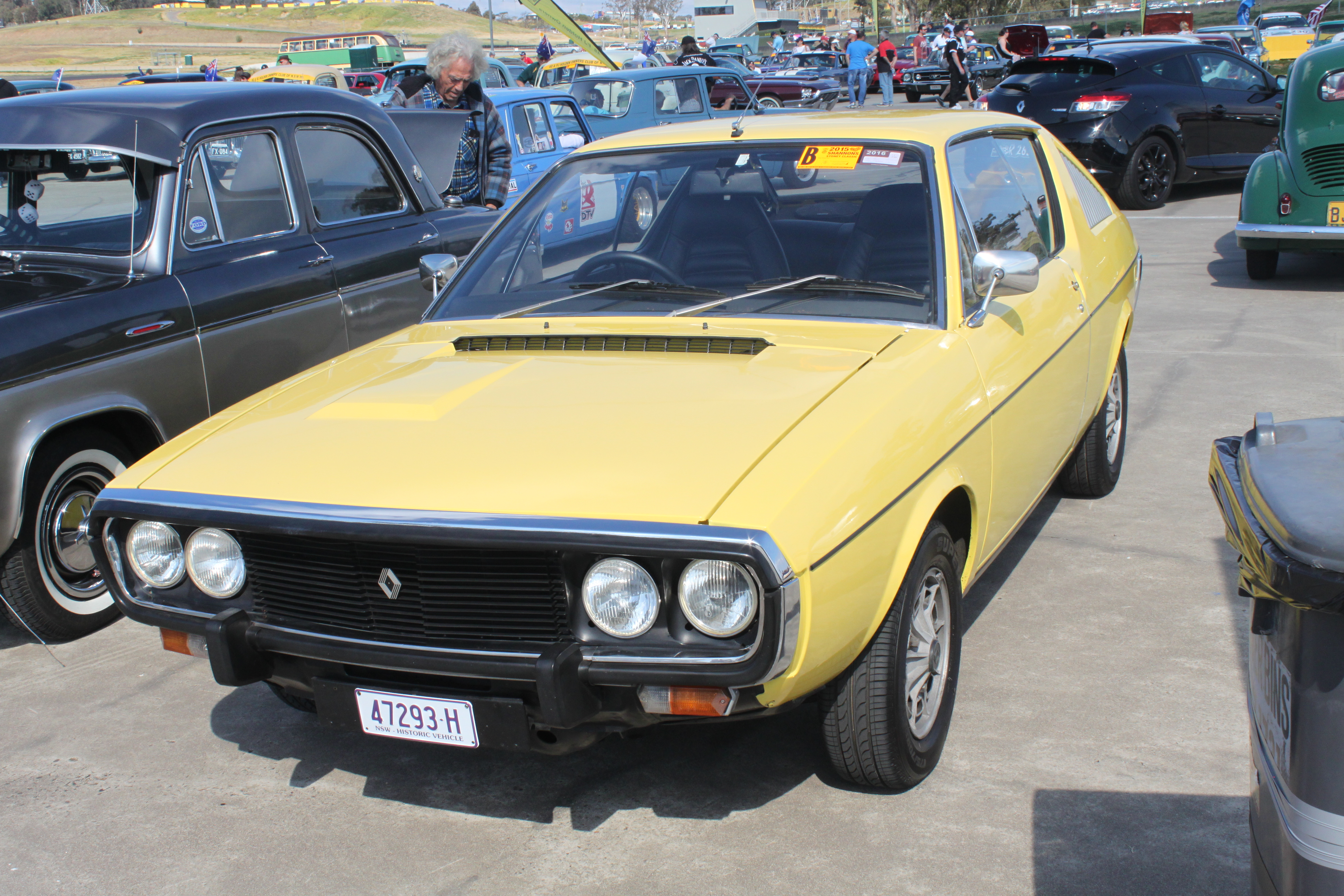
Renault 17 Gordini 1976

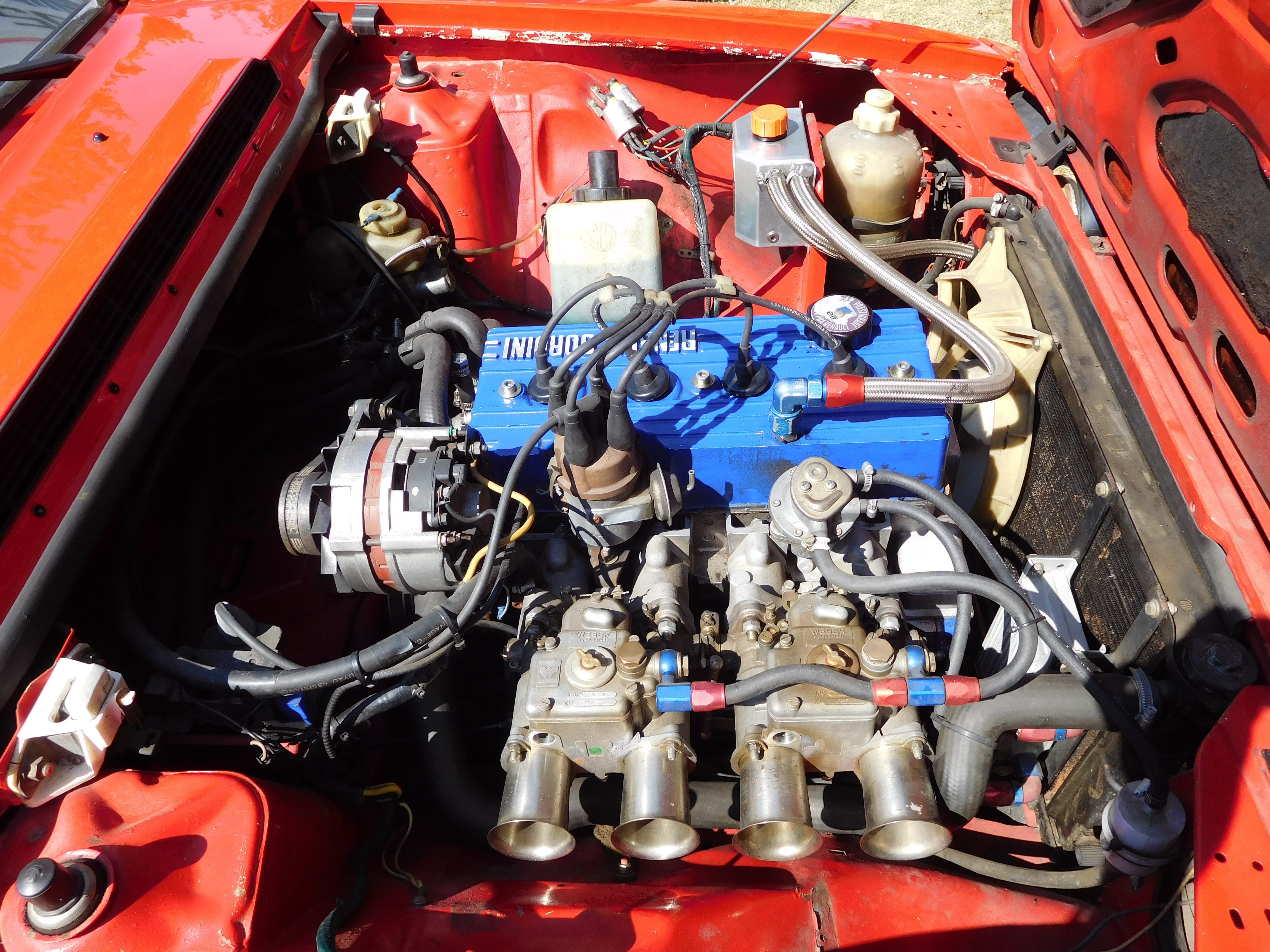
Moteur de Renault 17 Gordini

À la suite du 1er choc pétrolier de 1973, les ventes de voitures subissent une forte contraction. Les voitures de grosse cylindrée et les sportives, avec leur consommation élevée, sont les catégories les plus pénalisées. En septembre 1975, lors du Salon de l'automobile de Paris, Renault adapte sa gamme R15/17 en apportant quelques améliorations minimalistes comme les feux de détresse, un réservoir de liquide lave-glace agrandi (sauf sur la 15 TL) et de nouveaux coloris des sièges, mais surtout le lancement de la R17 Gordini.
Ce « nouveau » modèle, annoncé comme tel, n'est en réalité qu'un tour de passe-passe marketing visant à relancer les ventes de la R17 TS, dont on a simplement modifié le nom pour la faire bénéficier de la réputation du sigle Gordini, ainsi que pour perpétuer l'utilisation de ce nom dont la dernière intervention remonte à la R12, abandonnée en 1974. La seule et unique modification apportée lors du passage de R17 TS à R17 Gordini a été une légère augmentation du diamètre de la barre antiroulis avant.
La conduite de la R17 Gordini ne pose pas de problèmes particuliers vu sa puissance modeste pour une voiture sportive de ce gabarit et de ce poids. C'est la boîte de vitesses qui pose le plus de problèmes, avec sa synchronisation boiteuse et ses passages de vitesses très (trop) lents. Si le conducteur lambda lui trouve une bonne stabilité, le conducteur sportif lui reproche sa tendance à tirer tout droit en entrée de virage et ses réactions surprenantes en accélération. La direction est ferme mais très pénalisante lors des manœuvres et se durcit anormalement en virage. Le moteur, trop sage, n'a pas la sonorité demandée à une sportive même d'amateur. Bien que souple à bas régime, il permet de réaliser des chronomètres intéressants au démarrage mais pas d'égaler la concurrence sur route. Son manque d'homogénéité lui vaut, de nos jours (2020), des cours très inférieurs à ce qu'on peut attendre d'un modèle frappé du "G" du sorcier italien Amedeo Gordini.
La production de la version R17 Gordini s'est arrêtée après seulement 3028 exemplaires fabriqués entre 1974 et juin 1977, 1890 R17 Coupé et 1138 Découvrable.

## Caractéristiques techniques
Tableau récapitulatif des caractéristiques techniques des différents modèles de la gamme R15/R17. Les prix mentionnés sont exprimés en francs français au moment du lancement du modèle sur le marché français :
| Modèle                                                   | Carrosserie | Sigle projet | Moteur          | Cylindrée (cm3) | Alimentation             | Puissance maxi (ch DIN à tr/min) | Couple maxi (N m à tr/min) | Boîte de vitesses/ nb de rapports | Freins (avant/ arrière) | Poids à vide (kg) | Rapport poids/ puissance (kg/ch) | Vitesse maxi (km/h) | Consommation moy. (L/100 km) | Années de production | Prix (FF)  |
| Renault 15                                               | Renault 15  | Renault 15   | Renault 15      | Renault 15      | Renault 15               | Renault 15                       | Renault 15                 | Renault 15                        | Renault 15              | Renault 15        | Renault 15                       | Renault 15          | Renault 15                   | Renault 15           | Renault 15 |
| -------------------------------------------------------- | ----------- | ------------ | --------------- | --------------- | ------------------------ | -------------------------------- | -------------------------- | --------------------------------- | ----------------------- | ----------------- | -------------------------------- | ------------------- | ---------------------------- | -------------------- | ---------- |
| 15 TL                                                    | Coupé       | R1300        | 810-10          | 1 289           | carburateur double corps | 60 à 5 500                       | 96 à 3 500                 | M/4                               | D/T                     | 965               | 16,10                            | 150                 | 9,0                          | 1971-79              | 15 500     |
| 15 GTL                                                   | Coupé       | R1300        | 810-06          | 1 289           | carburateur double corps | 60 à 5 500                       | 96 à 3 500                 | M/4                               | D/T                     | 965               | 16,10                            | 150                 | 9,0                          | 1976-79              | -          |
| 15 TS                                                    | Coupé       | R1302        | A2L (807-10)    | 1 565           | carburateur double corps | 90 à 5 800                       | 122 à 3 000                | M/4                               | D/T                     | 1 005             | 11,17                            | 170                 | 10,5                         | 1971-76              | 17 500     |
| Renault 17                                               |             |              |                 |                 |                          |                                  |                            |                                   |                         |                   |                                  |                     |                              |                      |            |
| 17 TL                                                    | coupé       | R1312        | A2L (807-10)    | 1 565           | Carburateur double corps | 90 à 5 800                       | 122 à 3 000                | M/4                               | D/T                     | 1 015             | 11,17                            | 170                 | 10,5                         | 1971-76              | 19 500     |
| 17 TL                                                    | Targa       | R1322        | A2L (807-10)    | 1 565           | Carburateur double corps | 90 à 5 800                       | 122 à 3 000                | M/4                               | D/T                     | 1 035             | 11,50                            | 170                 | 10,5                         | 1972-75              | 21 100     |
| 17 TS                                                    | coupé       | R1313        | A3L (807-12)    | 1 565           | Injection électronique   | 108 à 6 250                      | 134 à 5 500                | M/5                               | DA/D                    | 1 055             | 9,77                             | 180                 | -                            | 1971-73              | 24 500     |
| 17 TS                                                    | Targa       | R1323        | A3L (807-12)    | 1 565           | Injection électronique   | 108 à 6 250                      | 134 à 5 500                | M/5                               | DA/D                    | 1 075             | 9,95                             | 180                 | -                            | 1972-73              | 26 100     |
| 17 TS                                                    | coupé       | R1314        | A3L (844-12)    | 1 605           | Injection électronique   | 108 à 6 000                      | 136 à 5 500                | M/5                               | DA/D                    | 1 080             | 10,0                             | 180                 | 10,20                        | 1973-75              | -          |
| 17 TS                                                    | Targa       | R1324        | A3L (844-12)    | 1 605           | Injection électronique   | 108 à 6 000                      | 136 à 5 500                | M/5                               | DA/D                    | 1 100             | 10,19                            | 180                 | -                            | 1973-75              | -          |
| 17 TS                                                    | coupé       | R1318        | A2M (841 E7-05) | 1 647           | Carburateur double corps | 98 à 5 750                       | 133 à 3 500                | M/5                               | DA/D                    | 1 040             | 10,61                            | 170                 | -                            | 1976-791             | 35 000     |
| 17 TS                                                    | Targa       | R1328        | A2M (841 E7-05) | 1 647           | Carburateur double corps | 98 à 5 750                       | 133 à 3 500                | M/5                               | DA/D                    | 1 060             | 10,82                            | 170                 | -                            | 1976-79              | 38 100     |
| 17 Gordini                                               | coupé       | R1317        | A3L (844-12)    | 1 605           | Injection électronique   | 108 à 6 000                      | 136 à 5 500                | M/5                               | DA/D                    | 1 080             | 10,0                             | 180                 | 10,20                        | 1974-77              | -          |
| 17 Gordini                                               | Targa       | R1327        | A3L (844-12)    | 1 605           | Injection électronique   | 108 à 6 000                      | 136 à 5 500                | M/5                               | DA/D                    | 1 120             | 10,37                            | 180                 | -                            | 1974-77              | -          |
| Nota : 1Uniquement pour le marché français jusqu'en 1977 |             |              |                 |                 |                          |                                  |                            |                                   |                         |                   |                                  |                     |                              |                      |            |

## Les marchés d'exportation
À la fin des années 1970, la Régie Renault connaît une phase d'expansion économique et en arrive à vendre la moitié de sa production à l'étranger. Tous les pays de la CEE faisant partie de la zone de libre échange ont ouvert leurs frontières avec l'abolition des taxes et surtaxes à l'importation de véhicules. La gamme R15 et 17 fut commercialisée dans le monde entier... avec quelques surprises et adaptations.

### Allemagne
On parle ici de la RFA - République Fédérale d'Allemagne dont la capitale est Bonn. L'exportation vers la RDA - République Démocratique d'Allemagne n'est pas possible. La Régie Renault y écoule le quart de ses exportations, avec plus de 150 000 automobiles par an.
La législation allemande impose la protection des poussoirs d'ouverture des portes.

### Italie
En Italie où le nombre 17 a la réputation de porter malheur (comme le 13 en France) elle est rebaptisée 177. La R177 doit également se doter de répétiteurs latéraux de clignotants sur les ailes avant. Le niveau de finition et d'équipements est plus élevé, il n'y a quasiment plus d'options payantes, tout ou presque étant de série pour concurrencer les coupés Fiat et Alfa Romeo.

### Grande-Bretagne
Pour s'adapter à la conduite à gauche, la Régie Renault doit livrer des véhicules avec volant à droite avec un niveau de finition très supérieur. Les intérieurs simili ayant la préférence des automobilistes britanniques, ils sont livrés en série sur tous les modèles, le drap devenant une option.

### Suède
La législation suédoise a toujours été très contraignante en matière de sécurité et de pollution. Dès son lancement dans le pays en 1972, l'instrumentation est surmontée d'une casquette de tableau de bord en lieu et place des visières, les ceintures de sécurité sont présentes aux places arrière et sanglées au pavillon pour les sièges avant, les serrures de portes sont séparées du poussoir d'ouverture et toutes les voitures disposent de bavettes avant et arrière ! À partir de 1974, les phares rectangulaires avec essuies phares doivent équiper l'ensemble des modèles. En 1976, la Régie Renault doit arrêter l'importation de ses modèles à la suite du décret antipollution pour les moteurs de plus de 800 cm3.

### États-Unis et Canada
La gamme R15/17 est lancée à l'occasion du Salon de Montréal 1972, sous les appellations Renault 15 Coupé et Renault 17 Sports Coupé. Pour respecter les normes américaines de sécurité passive, les ingénieurs entament dès 1973 une course contre la montre afin de conformer les deux véhicules aux exigences U.S. Avec le millésime 1974, les modèles spécialement modifiés sont enfin prêts, avec leurs pare-chocs proéminents et une multitude d'équipements supplémentaires en matière de sécurité et de dépollution. Cinq versions sont proposées et sont reconduites en 1975. Elles bénéficient de sièges intégraux aux places avant. À partir de 1976, la R17 Gordini reste l'unique modèle disponible au Canada et aux Etats-Unis.

### Australie
Avec une usine construite à Heidelberg, près de Melbourne, et un réseau de plus de 50 distributeurs, la Régie Renault a de grandes ambitions sur ce continent. En mai 1973, la gamme composée des R12 et 16 s'agrandit avec les R15 TS et 17 TL qui ont reçu des adaptations locales obligatoires pour la pollution et la sécurité, incontournables dans le pays.
Les prix pratiqués sont beaucoup trop élevés comparés aux nombreux concurrents ce qui empêche les ventes de décoller. La nouvelle R17 TS, sortie en cours d'année 1974, ne peut inverser la tendance. En 1976, une nouvelle norme anti-pollution achève définitivement une carrière commerciale jamais entamée. L'Australie sera un gros échec.

## Activité sportive

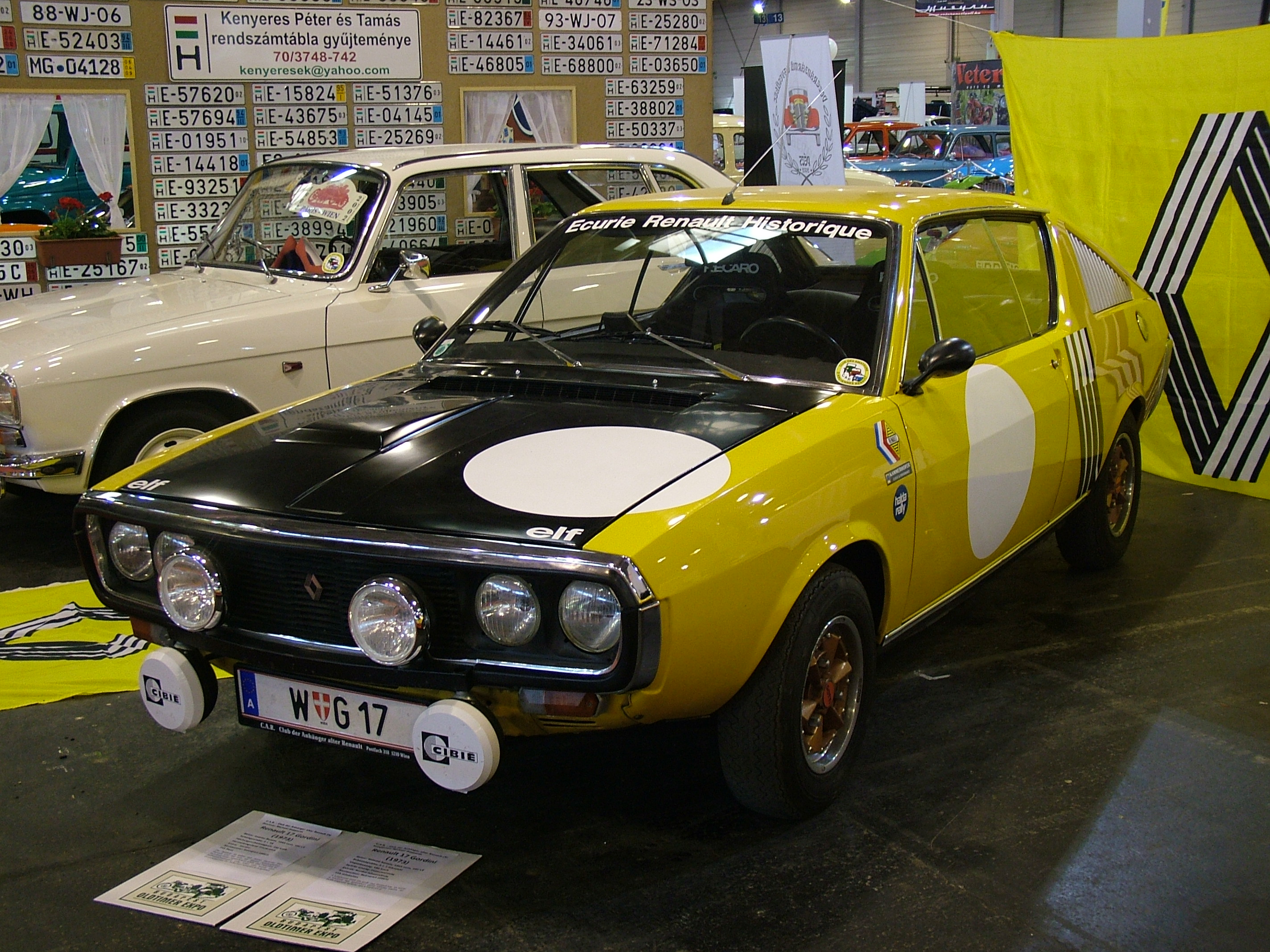
Renault 17 Gordini Rally (1973)

La Renault 17 TS puis la 17 Gordini ont participé à plusieurs compétitions automobiles. Leur bilan sportif n'a jamais pu égaler les résultats des anciennes R8 Gordini. Lors de la première participation, la 6e Ronde Cévenole en octobre 1972 où elle a dû abandonner, elle était même en concurrence avec les dernières R8 Gordini. La voiture a été engagée dans un peu plus de 60 courses, mais n'a remporté que très peu de trophées, ayant trop souvent dû abandonner à la suite de casses mécaniques.
Liste des victoires en compétition :
- 3e Rallye Liban-Syrie (1974), équipage Walid-Haji;
- Press on Regardless (31 octobre-3 novembre 1974), équipage Thérier-Delferié;
- Ronde de la première terre (18 mai 1975), équipage Nicolas-Laverne;
- Rallye du Danube (30 août 1976), pilote Tchoubrikov;
- Rocky Mountain Rally (1976);
- Tall Pines rally (1976);
- Quebec Critérium Rally (1976);
- Taurus Rally (1977), équipage Feriancz-Tandani.